# Joan Mortimer
Joan Mortimer (verheiratet Joan Audley) (* 1311 oder 1312; † zwischen 1337 und 1351) war eine englische Adlige.
Joan Mortimer entstammte der anglonormannischen Familie Mortimer. Sie war vermutlich die drittälteste Tochter von Roger Mortimer of Wigmore und von dessen Frau Joan de Geneville. Ihrem Vater gewährte König Eduard II. nach seinem erfolgreichen Dienst als Justiciar of Ireland im Dezember 1316 die Vormundschaft und das Recht, den jungen Erben James Audley zu verheiraten. Mortimer verlobte Audley mit seiner jungen Tochter Joan. Nachdem sich Roger Mortimer nach einer gescheiterten Rebellion gegen den König Anfang 1322 ergeben musste, aber im August 1323 flüchten konnte, wurde Joan 1324 verhaftet und nach Sempringham Priory gebracht. Für ihren Lebensunterhalt bewilligte die Regierung wöchentlich nur zwölf Pennys, womit ihr weniger als den Häftlingen im Tower of London zugestanden wurde. Sie kam wieder frei, nachdem ihr Vater im September 1326 doch den König stürzen konnte und der eigentliche Regent für den minderjährigen neuen König Eduard III. wurde.
Joan konnte nun ihren Verlobten James Audley heiraten. Die Feier fand als Doppelhochzeit zusammen mit der Hochzeit ihrer Schwester Katherine im Sommer 1329 in Hereford statt. Möglicherweise wurde die Hochzeit von den mittelalterlichen Chronisten mit der Doppelhochzeit ihrer beiden Schwestern Beatrice und Agnes verwechselt, die ein Jahr zuvor ebenfalls in Hereford stattgefunden hatte. Beatrice und Agnes heirateten beide hochrangige Erben, weshalb ihre Heiraten vielleicht erst nach der im Oktober 1328 erfolgten Rangerhöhung ihres Vaters zum Earl of March erfolgten. Demnach könnten die Heiraten von Katherine und Joan am 31. Mai 1328 stattgefunden haben. 
Mit ihrem Mann hatte Joan mehrere Kinder, darunter:
- Nicholas Audley, 4. Baron Audley of Heleigh (1329–1391)
- Roger Audley
- Joan Audley ⚭ John Tuchet († 1371)

Nach ihrem Tod heiratete ihr Mann vor Dezember 1351 in zweiter Ehe Isabel le Strange († nach 1366). 